# Jakobskatedralen i Šibenik
St. Jakobs katedral (kroatisk: Katedrala sv. Jakova) i Šibenik, Kroatien, er en treskibet katolsk basilika med tre apsiser og en kuppel (32 m høj indvendig). Den er bispesædet for Šibenik bispedømme. Det er også det vigtigste arkitektoniske monument fra renæssancen i hele landet. Siden 2000 har katedralen været på UNESCOs verdensarvsliste.
Den er ofte kendt som "St. Jacob's", fordi kroatisk, ligesom mange andre sprog, bruger det samme navn for både "James" og "Jacob". Det er dedikeret til Sankt Jakob den Ældre.

## Konstruktion
Opførelsen af kirken blev påbegyndt i 1402, selvom planerne allerede var begyndt i 1298, da Šibenik blev en kommune. Arbejdet med at omdanne den ældre romanske katedral begyndte i 1431. Den er bygget udelukkende af kalksten fra et nærliggende stenbrud og marmor fra øen Brač, og blev det færdiggjort i tre faser, fra 1433 til 1441. Byrådet betroede arbejdet til lokale, og til de italienske mestre Francesco di Giacomo, Lorenzo Pincino, Pier Paolo Bussato, Bonino da Milano og Giorgio da Sebenico (Juraj Dalmatinac) og til de kroatiske Andrija Budčić og Grubiš Šlafčić.

## Giorgio da Sebenico
Oprindeligt var den tænkt som en simpel kirke. I perioden mellem 1441 og 1473 blev byggeriet ledet af Giorgio, som blev inviteret til at komme fra Venedig, da investorerne ikke var tilfredse med begyndelsen af arbejdet. Hans første kontrakt i 1441 blev indgået for en periode på 6 år om kun at bygge en simpel kirke, men en anden kontrakt på 10 år fulgte den første i 1446. Investorerne mente, at de fik for lidt for pengene, så Giorgio ændrede planen: han udvidede katedralen med et sideskib og apsis, så katedralens grundplan var i form af et kors, og forberedte den til kuplen, byggede præstegården og hans mesterværk, dåbskapellet. Med enorm dygtighed kombinerede Giorgio da Sebenico arkitektoniske og dekorative elementer for at skabe en samlet enhed. Han byggede den nordlige portal (Løveporten) og det første kapel. Den vestlige hovedportal blev dekoreret af Bonino da Milano, den første murermester, med statuer af Kristus og de tolv apostle. Den nuværende bronzedør blev skabt i 1967 af af den lokale billedhugger Grga Antunac.
Motivet på den nordlige portal, kaldet Løveporten, er Adam og Eva stående på to løver, hvilket også ses ved Trogir-katedralen, men her står Adam og Eva på søjler over løverne. Disse statuer er sammen med Sankt Jakob og Sankt Peter et værk af Juraj Dalmatinac, som han kaldes i Kroatien. Statuen af Eva tiltrækker tilskuernes opmærksomhed, da hun har en navle, mens hun ifølge Bibelen blev undfanget fra et ribben af Adam. Bronzedørene blev lavet i 1967 af Šibenik-skulptøren Grga Antunac. Våbenskjoldene fra to biskopper og prokuratoren for den daværende Hellige Frelsers kirke i Šibenik blev placeret over Løveporten.
Apsiderne er udvendigt dekoreret med forskellige skulpturelle udsmykninger, herunder 74 små renæssanceportrætter, der foreviger vigtige samtidige og personer, der af en eller anden grund havde gjort særligt indtryk på arkitekten, eller som han fandt for stramme til at betale regningen for katedralens byggeri. Nogle af disse hoveder på facaden har en beskadiget næse, sandsynligvis på grund af hærværk.
Giorgio arbejdede sandsynligvis på katedralen frem til sin død i 1475 og helt sikkert indtil 1473.

## Niccolò di Giovanni Fiorentino
Mellem 1475 og 1505 blev arbejdet overvåget af den toscanske mester Niccolò di Giovanni Fiorentino (Nicola Firentinac), fra Donatello-skulpturskolen, der udviklede sig som billedhugger og bygmester i Dalmatien. Han fortsatte bygningen i toscansk renæssancestil, færdiggjorde de omfattende gallerier, byggede hvælvingen i det centrale skib, de ydre skulpturer af St. Michael, St. James og St. Mark. Han byggede også triforiaerne (parallelle gallerier) og arbejdede på præsbyteriet og helligdommen.

## Katedralens indre
Inde i katedralen er der fire store, jævnt afstemte søjler, som kuplen hviler på. Bygmesteren udsmykkede hovedstæderne og kom i aftale med de adelige, der skulle finansiere opførelsen af kapeller, på betingelse af, at de frit kunne vælge deres egne bygherrer. I det første kapel på højre side er der biskoppen, humanisten og forfatteren Juraj Šižgorićs (1420-1509) sarkofag, som er Andrija Alešis værk baseret på et design af Juraj Dalmatinac. Aleši skabte også statuen af St. Elias, som står bag biskoppens trone.
Efter Fiorentino døde i 1505, blev konstruktionen endelig afsluttet i 1535 af to andre håndværkere, Bartolmeo af Mestra og hans søn Jacob, fuldstændig efter Nicholas' instruktioner. Katedralen blev officielt indviet i 1555, efter at et væld af venetianske og lokale håndværkere havde arbejdet på den i gotisk stil.

## Efterfølgende arbejder
Da Šibenik-katedralen ikke har noget klokketårn, tjente et tårn på de tilstødende bymure dette formål indtil dets nedrivning i slutningen af det 19. århundrede.
Hovedparten af restaureringen blev udført mellem 1850 og 1860. og efterfølgende mellem 1992 og 1997.
Kirkens kuppel blev stærkt beskadiget under beskydningen af Šibenik af de JNA -støttede serbiske styrker, i september 1991. Den blev hurtigt repareret i de efterfølgende år, og der er nu ingen synlige skader.

## Galleri
- Facaden med rosevinduet og portalen
- Katedralen med kuplen og skulpturer
- Dåbskapellet
- Figurer af ukendte
- Dåbskapellet
- Skulptur af Juraj Dalmatinac, katedralens bygmester, foran hovedindgangen
- Detalje fra hovedportalen
- Pentangle på døbefonten